# Besapié
Besapié (en asturiano y oficialmente: Beisapía) es una casería que pertenece a la parroquia de Cerredo en el concejo de Tineo (Principado de Asturias). Se encuentra a 699 m s. n. m. y está situada a 18,40 km de la capital del concejo, la villa de Tineo. 

## Población
Es una población deshabitada desde 2018, último año en el que tuvo población censada (INE, 2018) que estaba repartida en un total de 7 viviendas (INE, 2010).